# HD195085
HD195085 — хімічно пекулярна зоря спектрального класу A3, що має видиму зоряну величину в смузі V приблизно  8,2.
Вона  розташована на відстані близько 807,3 світлових років від Сонця.